# Thomas Hurley (hockey sur glace)
Pour les articles homonymes, voir Hurley.
Thomas Francis Hurley, né le 29 août 1944 à Massena, est un joueur américain de hockey sur glace.

## Carrière
Il joue avec les Golden Knights de Clarkson, l'équipe de l'université Clarkson, dans l'État de New York, entraîné par Len Ceglarski. Les Knights remportent leur premier titre au tournoi ECAC en 1966.  Hurley est sélectionné dans l'all-tournament team et la second-team ECAC All-Star. Jouant dans 74 matchs, il accumule 42 buts et 62 passes décisives et aide les Golden Knights à remporter 59 victoires, un titre de saison régulière de l'ECAC, un championnat de tournoi de conférence et une place dans un match de championnat de la NCAA.
Hurley est aussi un joueur l'équipe de baseball de Clarkson au printemps. Il est titulaire au poste de centre de champ lors de chacune de ses trois années dans l'équipe universitaire et est nommé capitaine de l'équipe lors de sa dernière campagne.
En tant que joueur amateur, Hurley fait partie de l'équipe des États-Unis aux Jeux olympiques d'hiver de 1968 à Grenoble, qui termine sixième. Il participe à tous les matchs et a trois assistances. Il participa précédemment au championnat du monde 1967.
Hurley est entraîneur adjoint des Eagles de Boston College de 1972 à 1976. 
Après un diplôme d'ingénieur en 1966 à Clarkson, il devient ingénieur industriel.
Il est le frère aîné de Paul Hurley, autre joueur de l'équipe américaine aux Jeux Olympiques de 1968.